# Морозов, Владимир Михайлович (тренер)
Владимир Михайлович Морозов (укр. Морозов Володимир Михайлович; род. 1 октября 1953 года) — украинский тренер по академической гребле, наставник обладательниц золотых олимпийских медалей XXX Летних Олимпийских игр: Екатерины Тарасенко, Наталии Довгодько, Анастасии Коженковой и Яны Дементьевой. Заслуженный тренер Украины, заслуженный работник физической культуры и спорта Украины (1996). Почётный гражданин города Каменское (прежнее название — Днепродзержинск).

## Биография
Тренерскую работу начал в 1974 году в спорткомплексе «Дзержинка» города Днепродзержинска Днепропетровской области Украинской ССР. В 1977 году окончил Днепропетровский государственный институт физической культуры.
Основные успехи воспитанников Морозова приходятся на годы после обретения Украиной независимости. В 1996 году Светлана Мазий, Дина Мифтахутдинова, Инна Фролова и Елена Ронжина под его руководством завоевали серебряные медали в гребле четвёрок парных на олимпиаде в Атланте. В 2009 году Светлана Спирюхова, Татьяна Колесникова, Анастасия Коженкова и Яна Дементьева первенствовали в той же дисциплине на чемпионатах Европы и мира. В 2010 году четверка в составе Екатерины Тарасенко, Елены Буряк, Анастасии Коженковой и Яны Дементьевой повторила успех на Чемпионате Европы, а на Чемпионате мира стала второй.
На Летней Олимпиаде 2012 года в Лондоне, которая для Морозова стала пятой в тренерской карьере, его воспитанницы Екатерина Тарасенко, Наталия Довгодько, Анастасия Коженкова и Яна Дементьева завоевали «золото» в соревнованиях четвёрок парных. В том же году тренер был награждён орденом «За заслуги» III степени и стал почётным гражданином города Днепродзержинска.

## Награды и премии
- 1988 — Заслуженный тренер Украинской ССР[5].
- 1996 — Заслуженный работник физической культуры и спорта Украины[5].
- 2012 — Орден «За заслуги» III степени[7].
- 2012 — Почётный гражданин города Днепродзержинска[6].